# ناحیه گولو
ناحیه گولو (به لاتین: Gulu District) یک منطقهٔ مسکونی در اوگاندا است که در استان شمالی، اوگاندا واقع شده‌است. ناحیه گولو ۳٬۴۵۲٫۱ کیلومتر مربع مساحت و ۳۹۶٬۵۰۰ نفر جمعیت دارد.